# إيفا ماري سانت
إيفا ماري سانت (بالإنجليزية: Eva Marie Saint)‏ هي ممثلة ومنتجة أمريكية من مواليد 7 أبريل 1924. بدأت رحلتها كممثلة في منتصف الأربعينات وسطع نجمها في عام 1954م بدورها في على الواجهة البحرية (1954) للمخرج إيليا كازان، والتي حازت بسببه على جائزة الأوسكار لأفضل ممثلة مساعدة، والشمال الغربي (1959) للمخرج ألفريد هتشكوك.
أفلامها الأخرى تمشل حفنة من المطر (1957) و‌مقاطعة رينتري (1957) و‌إكسدس (1960) و‌الجائزة الكبرى (1966) و‌لا شيء مشترك (1986) و‌بسبب وين ديكسي (2005) و‌عودة سوبرمان (2006) و‌قصة الشتاء (2014).

## أعمالها
| السنة | العنوان                                          | الدور           | ملاحظات |
| ----- | ------------------------------------------------ | --------------- | ------- |
| 1954  | On the Waterfront                                | إدي دويل        |         |
| 1956  | That Certain Feeling                             | درنيث هنري      |         |
| 1957  | A Hatful of Rain                                 | سيليا بوب       |         |
| 1957  | Raintree Country                                 | نيل غيذر        |         |
| 1959  | North by Northwest                               | إيف كيندال      |         |
| 1960  | Exodus                                           | كيتي فريمونت    |         |
| 1962  | All Fall Down                                    | إيكو اوبراين    |         |
| 1965  | 36 Hours                                         | آنا هيدلير      |         |
| 1965  | The Sandpiper                                    | كلير هيويت      |         |
| 1966  | The Russians Are Coming, the Russians Are Coming | إلزبيث ويتاكر   |         |
| 1966  | Grand Prix                                       | لويز فريدريكسون |         |
| 1968  | The Stalking Moon                                | سارة كارفر      |         |
| 1970  | Loving                                           | سلمى ويلسون     |         |
| 1972  | Cancel My Reservation                            | شيلا بارتليت    |         |
| 1986  | Nothing in Common                                | لورين بازنر     |         |
| 1997  | Time to Say Goodbye?                             | روث كلوستر      |         |
| 2000  | I Dreamed of Africa                              | فرنسا           |         |
| 2005  | Don't Come Knocking                              | أم هوارد        |         |
| 2005  | Because of Winn-Dixie                            | الآنسة فراني    |         |
| 2006  | Superman Returns                                 | مارثا كينت      |         |
| 2014  | Winter's Tale                                    | ويلا العجوزة    |         |

## روابط خارجية
- إيفا ماري سانت على موقع IMDb (الإنجليزية)
- إيفا ماري سانت على موقع الموسوعة البريطانية (الإنجليزية)
- إيفا ماري سانت على موقع قاعدة بيانات الأفلام العربية
- إيفا ماري سانت على موقع ألو سيني (الفرنسية)
- إيفا ماري سانت على موقع تيرنر كلاسيك موفيز (الإنجليزية)
- إيفا ماري سانت على موقع أول موفي (الإنجليزية)
- إيفا ماري سانت على موقع قاعدة بيانات برودواي على الإنترنت (الإنجليزية)
- إيفا ماري سانت على موقع قاعدة بيانات الأفلام السويدية (السويدية)
- إيفا ماري سانت على موقع إن إن دي بي (الإنجليزية)
- إيفا ماري سانت على موقع ديسكوغز (الإنجليزية)